# Дуван (село)
Дуван (баш. Дыуан) — село в Дуванском районе Республики Башкортостан Российской Федерации. Административный центр Дуванского сельсовета.

## География

### Географическое положение
Расстояние до :
- районного центра (Месягутово): 30 км,
- ближайшей ж/д станции (Сулея): 105 км.

## Климат
Климат умеренный континентальный.
| Показатель              | Янв.  | Фев.  | Март | Апр. | Май  | Июнь | Июль | Авг. | Сен. | Окт. | Нояб. | Дек.  | Год |
| ----------------------- | ----- | ----- | ---- | ---- | ---- | ---- | ---- | ---- | ---- | ---- | ----- | ----- | --- |
| Средняя температура, °C | −13,1 | −12,5 | −5,6 | 3,4  | 11,0 | 16,4 | 18,0 | 15,3 | 9,6  | 3,0  | −6    | −11,5 | 2,3 |
| Норма осадков, мм       | 27    | 23    | 21   | 29   | 52   | 63   | 69   | 69   | 59   | 49   | 39    | 31    | 531 |
| Источник: .             |       |       |      |      |      |      |      |      |      |      |       |       |     |

## Население
| 1959 | 2002  | 2010  | 2021  |
| ---- | ----- | ----- | ----- |
| 5134 | ↘3703 | ↘3669 | ↘3397 |

## Религия
В селе есть православная церковь апостолов Петра и Павла.